# MOM Kulturális Központ
A MOM Kulturális Központ a Magyar Optikai Művek (röviden: MOM) által 1951-ben a gyártelephez épített kulturális intézmény volt eredetileg, amit a gyár üzemeltet. Az optikai művek több ezer dolgozója mellett mindenkor szolgálta a XII. kerület lakóinak és a kerületben tanuló diákoknak a művelődését is.
A világhírű gyárra emlékeztető három karakteres betűszó 2010-től ismét szerepel nevében, míg előtte Budapest XII. kerület Hegyvidéki Önkormányzat Művelődési Központként szerepelt. A 2011-ben befejeződött felújítás keretében egy sokoldalúan hasznosítható közösségi tér birtokosa lett a megújult intézmény. 2014-től a MOM Kulturális Központ üzemelteti a Barabás-villa Galériát is.

## Fekvése
Az intézmény XII. kerületben, a Sas-hegy lábánál, két másik kerület (I. és XI.) közelében található. Helyén, illetve közvetlen környezetében 1885 és 1894 között Buda legnagyobb temetkezési helye, a Németvölgyi temető állt. Az egykori városszéli terület a 20. század első évtizedétől egyre népszerűbbé vált, így talált itt egykor végleges helyet cégének Süss Nándor, a Magyar Optikai Művek alapító tulajdonosa is.

### Megközelítése budapesti tömegközlekedéssel
- Villamos:  17, 61
- Busz:  8E, 102, 105, 108E, 110, 112, 139, 140, 140A, 212, 212A, 212B
- Éjszakai busz:  908, 908A, 960

## Története

### A szocializmus évtizedeiben
1951-ben a gyár szovjet igazgatójának (Szmirnov) kezdeményezésére, a dolgozók aktív támogatásával (társadalmi munka, téglajegy) épült. Szmirnov a munkálatokat folyamatosan ellenőrizte. Abban az időben szokatlan módon, esetenként a munkásokat saját zsebből premizálta a jobb és gyorsabb munka érdekében.
A beruházás költsége ötmillió forint volt, a gyári dolgozók „társadalmi” munkájának értékéről nem készült becslés. A kivitelező az EM 22-es Vállalata volt. A cég ugyanebben az időszakban egy termelő beruházáson (öntöde) is dolgozott, így történhetett, hogy ez utóbbi élvezett nagyobb prioritást. Kapacitási gondok miatt a kultúrház átadása egy ünnepet csúszott, ezért 1951. augusztus 20. helyett 1951. november 7-én adták át.
Az avatóünnepség során a szovjet és magyar himnusz lejátszását követően Szűcs Ernő, az irodalmi szakkör tagja Köszöntő című saját versét mondta el Szűcs után Szabó Miklós operaénekes a Bánk bán nagyáriáját adta elő, befejezésül pedig a színjátszó csoport bemutatta a Ne játssz a tűzzel! című egyfelvonásos darabot.
Az intézmény a munkásművelődés, az ismeretterjesztés, az amatőr mozgalmak hajléka volt. Működött itt többek között irodalmi, színjátszó, képzőművészeti, rádióamatőr, csillagászati, bélyeggyűjtő, balett csoport vagy szakkör is. Kaptak lehetőséget gyakorlásra az amatőr zenészek; torna és játéktermek hiányában itt lehetett biliárdozni, vagy pingpongozni, a kertben röplabdázni is. Az ötvenes-hatvanas éveknek megfelelően a hétvégéken rendszeresen bálokat, táncesteket rendeztek a gyár dolgozóinak, illetve a környék lakóinak.
Hosszú ideig itt volt Buda egyetlen – a kor elvárásainak megfelelő – színházterme. Az 1957-ben sugározni kezdő Magyar Televízió számos élő adást közvetített innen. Az alapító és fenntartó, híres budai gyárra utaló betűszó, „MOM” így lett országosan közismert. Művészek ma is számos alkalommal hivatkoznak a MOM-ra, sőt aktuális műsorokat ajánlanak a mai napig ezzel a helyszín megjelöléssel.
Számos alkalommal a színházteremben tartotta – a Tartsay Vilmos utcai – Rózsahegyi Kálmán Színiiskola az előadásait. Ennek az intézménynek volt hallgatója többek között Komlós Juci, Rátonyi Róbert, Sztankay István, Hofi Géza, vagy épp Sas József is.
A MOM volt állandó fellépő helye a Corvina és a Gemini együtteseknek és itt működött a Hobo Blues Band első klubja is.
A hatvanas évek elején a Filharmónia hangversenysorozatot rendezett, aminek keretében Ferencsik János vezényletével az Állami Hangversenyzenekar is fellépett.
A MOM-ban talált átmeneti játszóhelyet felújítása idején a Madách Színház és az épülettel nem rendelkező Rock Színház. Több előadását itt mutatta be és játszotta a Karinthy Színház elődje a Hököm Színpad.

### A rendszerváltás után
Rendszeresen tartott előadásokat az épületben a Markó Iván által alapított és vezetett Magyar Fesztivál Balett valamint Vári Bertalan együttese, a Presidance Company is.
Az újra engedélyezett „BÁV” művészeti aukcióinak éveken át a Csörsz utcai épület adott otthont.
Az intézmény a rendszerváltás után önkormányzati kézbe került, 1995-ben pedig felvette a Budapest XII. kerület Hegyvidéki Önkormányzat Művelődési Központ nevet.

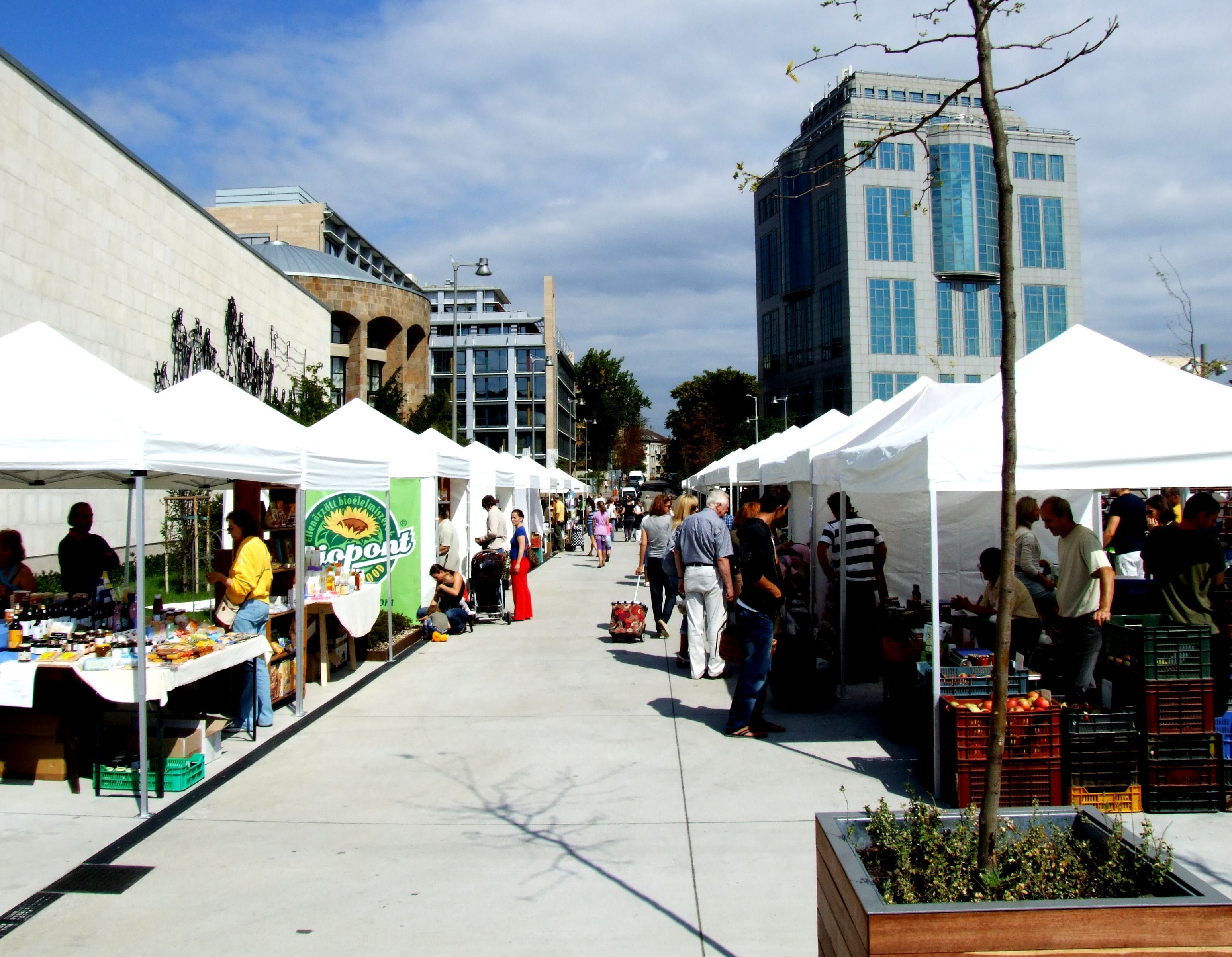
A Bio Piac, 2011-ben

2005-ben itt találta meg állandó helyét a BIO-ÖKO piac, ami korábban, 1991-től a Margit híd budai hídfőjénél, később pedig a Marczibányi téren működött. A 2009–2011-es felújítás során a piacteret is teljesen felújították, modernizálták és jelenleg az épület kertjében foglal helyet.
Az épület maga már az első évtizedben szűknek bizonyult, a könyvtár állománya például egy-két ezerről hamar húszezerre duzzadt. Különösen a délutáni, esti klubfoglalkozások beosztása okozott gondot. Dávid Károly még halála előtt elkészítette a bővítés terveit, ezek megvalósítására azonban már nem kerülhetett sor.
A hetvenes évek és az új évezred első évtizedében végrehajtott „karbantartások” után, 2009 novemberében elindulhatott a kerület egyik legköltségesebb projektjének megvalósítása, aminek csak egy része volt a műemlék védettségű épület teljes külső-belső felújítása.
A tervek az Alkotás utca-Jagelló út-Böszörményi út-Csörsz utca által határolt terület komplex rekonstrukciójára vonatkoztak. A részfeladatok között volt – többek között – a műemlék épület teljes rekonstrukciója, a színházterem átépítése, korszerűsítése, a színpad és a nézőtér kétszintű kapcsolatrendszerének megvalósítása, a klubtermek és a kupola több funkciós, könnyen variálható lehetőségeinek kialakítása, az energiatakarékos fűtési és hűtési rendszer kiépítése. Utóbbi kapcsán a telek mentén futó egyik budai fő szennyvízgyűjtő csatornában folyó szennyvíz nagyjából állandó hőmérsékletét is kihasználták az épület fűtésére, illetve hűtésére.
Az intézmény kertjében elsősorban gyerekprogramok megtartására alkalmas szabadtéri színpad, valamint játszótér is létesült.

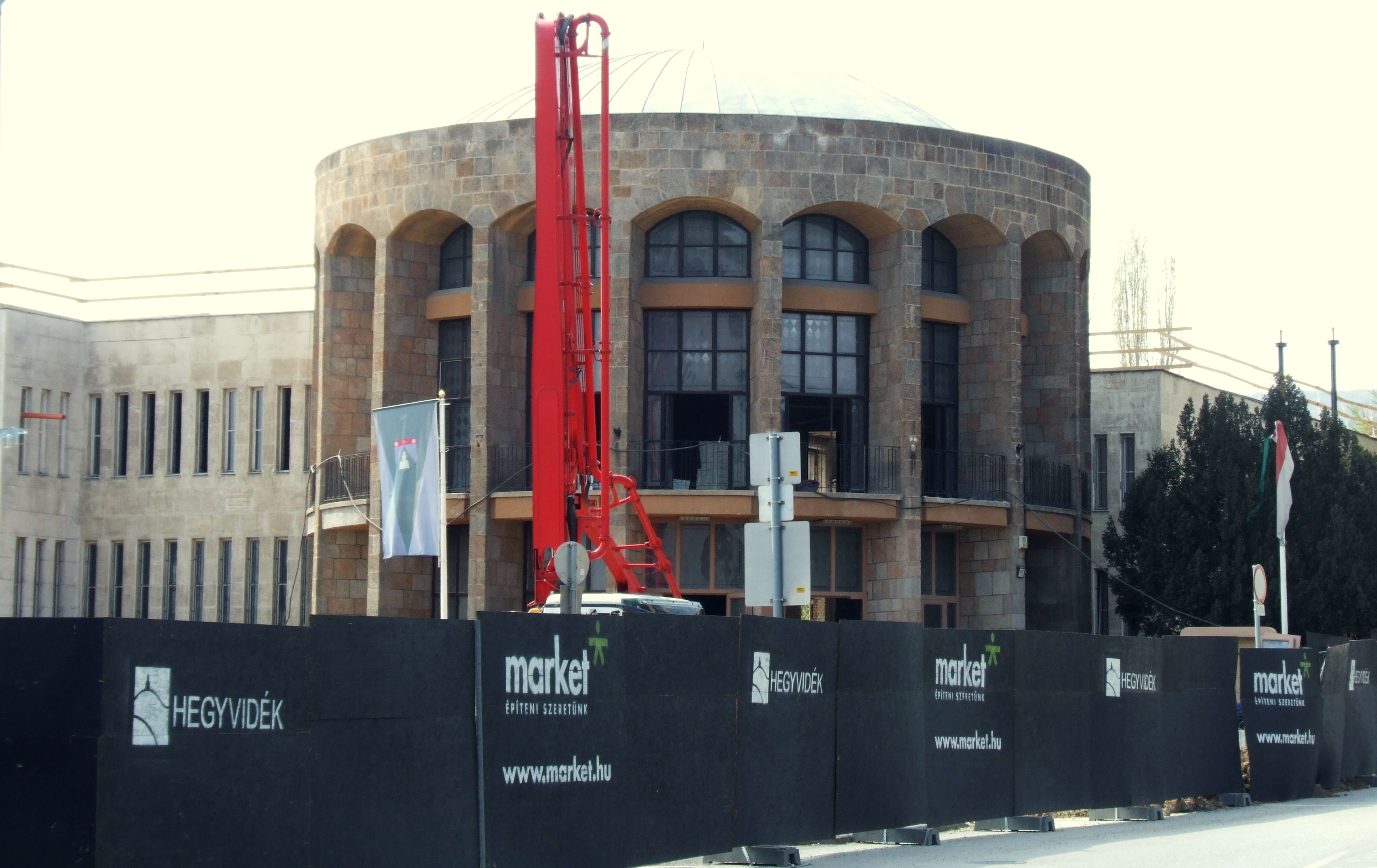
A rekonstrukció idején

Az épület mellett a Sirály utca, Csörsz és Jagelló utcák közötti szakaszát is lezárták; alatta éttermet és kétszintű mélygarázst létesítettek. Ezzel együtt a Gesztenyés-kert általános rekonstrukciójára is sor került, valamint a teljes területet akadálymentesítették.
A beruházás összköltsége közel négymilliárd forint volt, amit közel azonos harmadolásban az Európai Unió, a magyar állam, illetve a kerületi önkormányzat saját megtakarításból valamint kötvények kibocsátásával finanszírozza.

### „Újranyitás, nyitás az újra”
A ház 2011 májusára készült el, amelyet folyamatosan vettek birtokba az üzemeltetők és a kerület, illetve a tágabb környezet lakói.

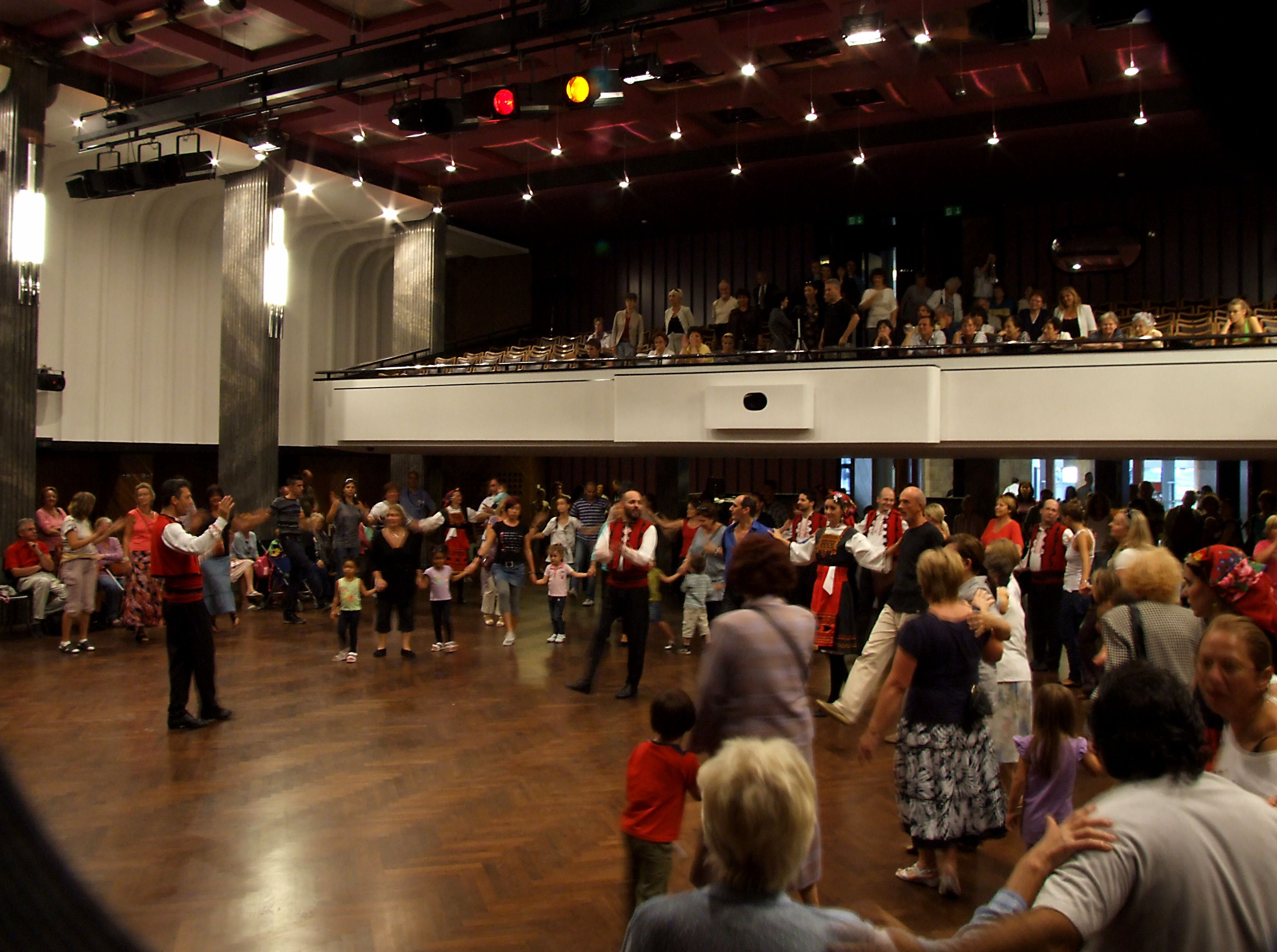
Görög táncház a felújított színházteremben

A címben idézett szlogen szerepelt a 2011. szeptember 23. és szeptember 25. közötti háznyitó rendezvények műsorfüzetének címlapján. Erre az időpontra befejeződött a próbaüzemeltetés és a műszaki átvétel procedúrája.
A három napos, a hagyományos Hegyvidéki ősz programsorozatához kapcsolódó házavató műsorának fellépői között szerepelt a Duna Művészegyüttes, a Solti György Zeneiskola Vonószenekara, Tímár Éva, Réczei Tamás, Zöld Csaba, Rúzsa Magdi, Halász Judit, a Brass Cirkusz, BAB Társulat, Galambos Dorina zenekara, a Kerekes Band, az Amadinda Ütőegyüttes. A táncolni vágyók kipróbálhatták az emelt nézőtér parkettját; magyar, horvát és görög táncházakban. Fellépési lehetőséget kaptak a kerület középiskoláinak amatőr zenekarai is.

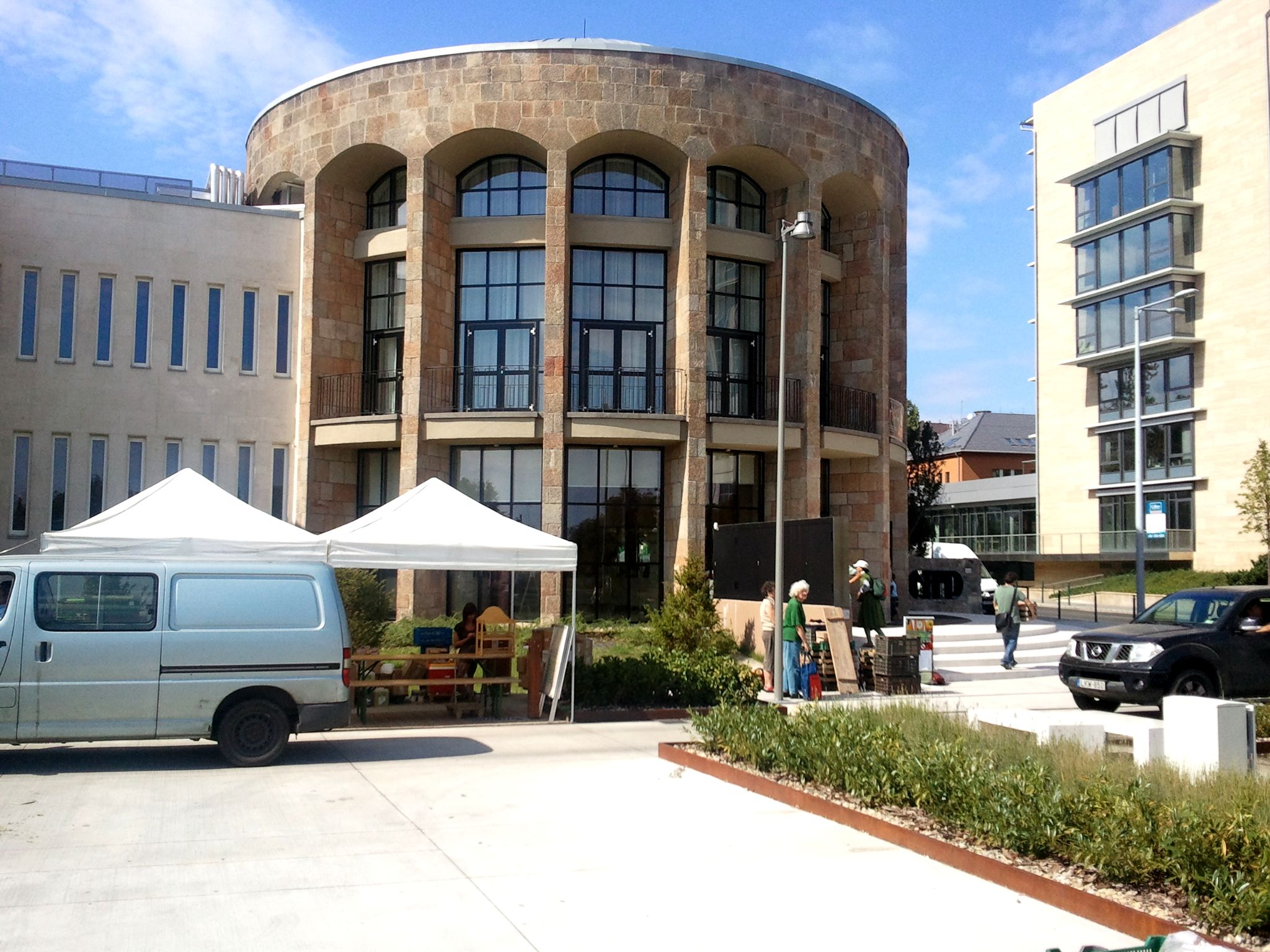
A felújítás után (2011 szeptember)
Előtérben: Bio piac a megszüntetett Sirály utcai szakaszon

A megnyitó műsorsorozat része volt Halász Judit koncertje. Halász Judit megemlítette, hogy a "MOM"-ban lépett először színpadra; a Németvölgyi úti (mackós) Általános Iskola tánccsoportjának tagjaként.
A kerületben élő híres művészekről elnevezett klubtermekben (Bajor Gizi, Barabás Miklós, Jókai Mór, Simándy József, Szabó Lőrinc) kiállítások várják a látogatókat.

### A Barabás-villa
A  Barabás-villa tulajdonosa a Budapest Főváros XII. kerület Hegyvidéki Önkormányzat, üzemeltetője 2014 júliusától a MOM Kulturális Központ Nonprofit Kft. A villa a Budapest XII. kerület Városmajor utca 44. alatt található.

## Nevek, fenntartók
A ház működési feltételeit a gyár mellett a XII. kerületi Tanács és Vasas Szakszervezet biztosította. Ez utóbbi volt hosszabb időn át a szakmai felügyeletet, koordinációt biztosító szerv is.
- MOM Kultúrház
- Magyar Optikai Művek Kultúrotthona
- MOM Művelődési Központ
- MOM Szakasits Árpád Művelődéi Központ
- Budapest XII. kerület Hegyvidéki Önkormányzat Művelődési Központ (1995–2010)
- MOM Kulturális Központ (2010 óta)

### Vezetők
- Mikes Lilla
- Garai László (1954–1973)
- Kardos Gábor
- Óváry István (1982-1994)
- Kapuvári Beatrix
- Hambuch Gerda

## Színházi bemutatók
A budapesti színházak egy-egy vendégjáték mellett, bemutatókat is tartottak a házban.
| Szerző                        | A darab címe A bemutató dátuma               | S z í n h á z Rendező            | A szereposztásból |
| Shakespeare                   | A makrancos hölgy 1956. április 20.          | József Attila Színház Lovas Edit | Csisztay Andor, Bogáthy Mihály, Pataky Jenő, Király Zoltán, Pénzes János, Tallós Endre, Ambrus András, Bikády György, Ruttkai Iván, Harsányi Jenő, Lázár Gida, Szemes Mari, Gyimesi Pálma, Kállay Ilona, Gáti Vilma |
| Oldřich Daněk                 | Szemtől szembe 1960. november 11.            | Madách Színház Pethes György     | Váradi Hédi, Zenthe Ferenc, Gyimesi Pálma, Újlaky László, Kelemen Éva, Ilosvay Katalin, Szénási Ernő, Márkus László, Lelkes Ágnes, Kiszely Tibor, Árva János, Horváth Jenő, Joó László, Kőmíves Sándor, Pádua Ildikó, Tallós Endre, Szirmai Jenő, Gaál János, Gonda György, Máté István |
| Leonard Bernstein             | West Side Story 1982. december 15.           | Rock Színház Iglódi István       | Szolnoki Tibor, Böröndi Tamás, Balogh Bodor Attila, Lukácsi József, Csuha Lajos, Guttin András, Hegyesi Géza, Borbély Sándor, Sasvári Sándor, Jáki Béla, Homonyik Sándor, G. Szabó Sándor, Makrai Pál, Tóth Szabó Szilvia, Rovó Teréz, Prókai Annamária, Prókai Éva, Gajdos József, Kováts Kriszta, Füsti Molnár Éva, Varga Rita, Nagy Anikó, Várkonyi Szilvia, Gergely (Vajek) Róbert, Laklóth Aladár, Forró István, Bakó Géza, Petridisz Hrisztosz, Szabó Endre, Simorjai Emese, Horváth Éva, Fekete Viktória, Lendvai Eszter, Sarlai Imre, Mihály Pál, Usztics Mátyás |
| Aszlányi Károly               | Amerikai komédia 1983. november 12.          | Hököm Színpad Karinthy Márton    | Pálos Zsuzsa, Harsányi Gábor, Pathó István, Mányai Zsuzsa, Gosztonyi János |
| Csehov                        | A dohányzás ártalmasságáról 1984. április 6. | Hököm Színpad Karinthy Márton    | Harsányi Gábor |
| Csehov                        | Háztűznéző 1984. április 6.                  | Hököm Színpad Karinthy Márton    | Harsányi Gábor, Szirtes Ádám, Borbáth Ottília |
| Csehov                        | Medve 1984. április 6.                       | Hököm Színpad Karinthy Márton    | Harsányi Gábor, Borbáth Ottília, Szirtes Ádám |
| Várkonyi Mátyás- Béres Attila | A bábjátékos 1985. március 1.                | Rock Színház Katona Imre         | Csuha Lajos, Meződi József, Hegyesi Géza, Makrai Pál, Monori Balázs, Balogh Bodor Attila, Sasvári Sándor, Füsti Molnár Éva, Prókai Éva, Kováts Kriszta, Nagy Anikó, Prókai Annamária, Seres Csilla, Gajdos József, G. Szabó Sándor, Homonyik Sándor, Bardóczy Attila, Tóth Szabó Szilvia, Szabó Endre, Fehér Rikárd, Fodor Kati, Kárpáti Zita, Landkammer Dániel, Sz. Nagy Ildikó, Szabó Ottília, Tucsek Edit, Soltész Éva. |
| Csukás István                 | Ágacska 1990. december 25.                   | Új Idő Színház Rencz Antal       | Varga Mária, Zsíros Ágnes, Gáspár Tibor, Lesznek Tibor, Cserna Antal |

## Érdekességek
- Az alapító okmányt a bejárattól jobbra, az első oszlop alatt helyezték el.
- Deics művezető – ellenőrzésre – felmászott a bezsaluzott épület kupolájára. Tériszonya miatt tűzoltók hozták le.

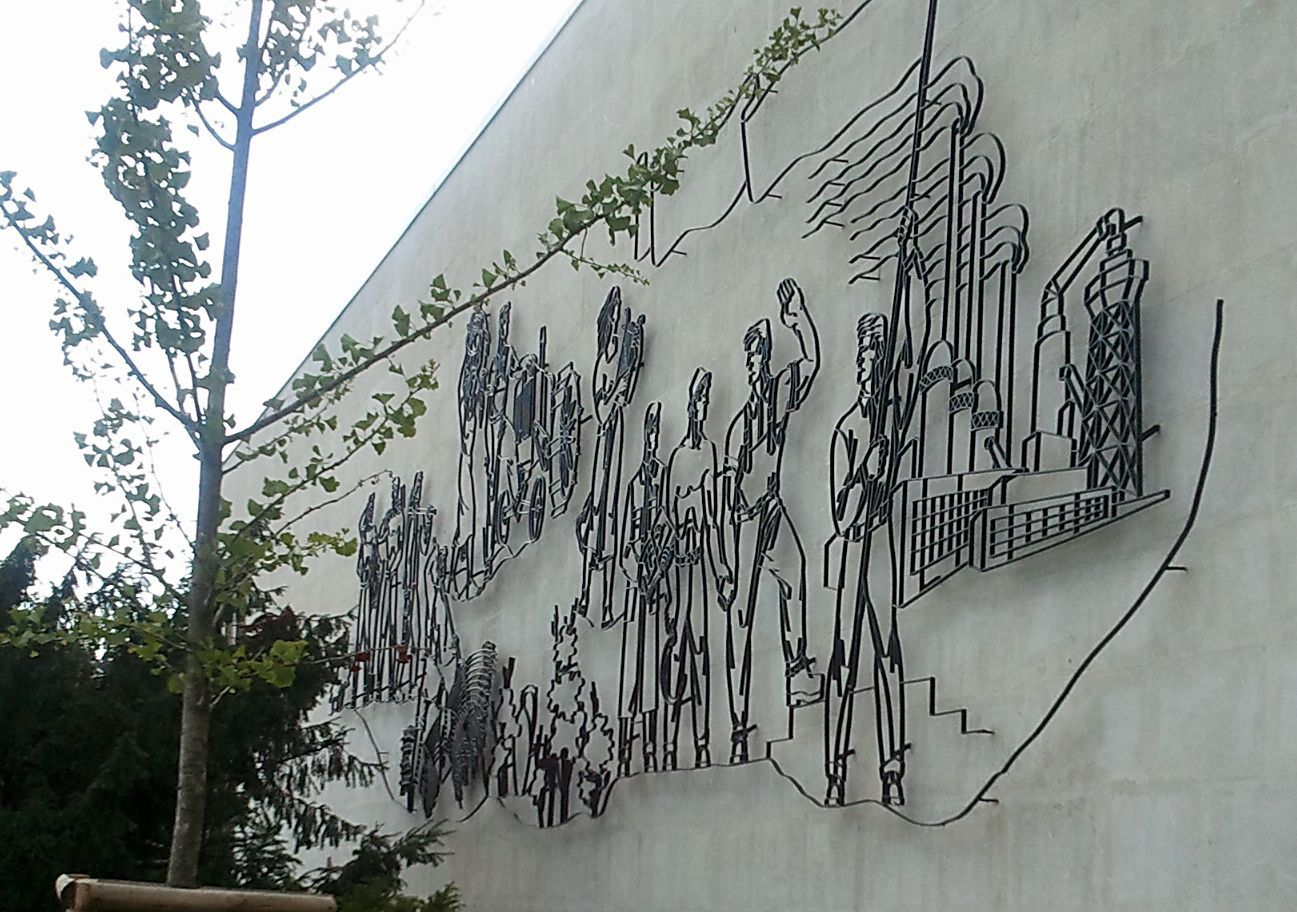
Gáldi Gyula: Munkás−paraszt szövetség (1952) az épület oldalán

- A színház épület Sirály utcai oldalán, 1952-ben elhelyezett fémből kovácsolt, szocreál stílusjegyű műalkotás Gáldi Gyula[11] műve.
- Udvaros Béla rendező két évtizedig vezette a színjátszó csoportot. A tagok közül többen, például Körtvélyessy Zsolt és Hetényi Pál hivatásos színészek lettek; Szabó István Oscar-díjas filmrendező, a környék lakójaként is a csoporthoz tartozott. Az amatőr színhátszók között találkozhatunk profi művészek, például Kertész Dezső nevével is.
- 1964. április 4-én a színjátszók elsőként mutatták be, Illyés Gyula Malom a Séden című, ebben az időben tiltás alatt álló drámáját. A premieren jelen volt a szerző és felesége, Kozmutza Flóra is.
- A Ki mit tud? ötlete a MOM Kultúrházból eredeztethető. Karácsondi Miklós, a műsorsorozat későbbi szerkesztője itt látott egy felhívást, amely öntevékeny fiatalokat invitált bemutatkozásra.[12]
- Sok híres ember államférfi, művész megfordult az épület falai között. Ezek közül az egyik U Thant ENSZ főtitkár volt.

## Jegyzetek

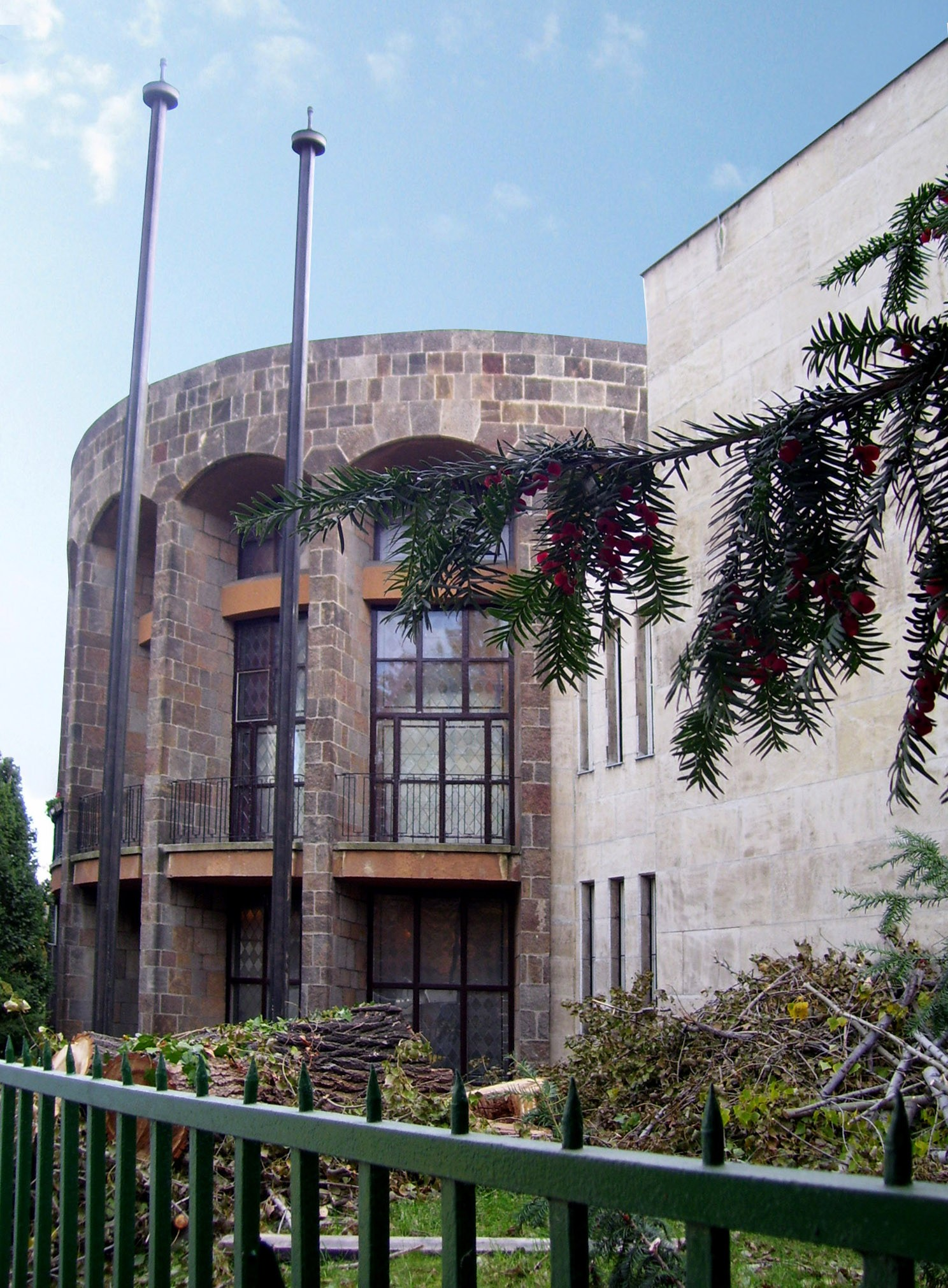
MOM Művelődési központ oldalhomlokzat